# Kōki Tachi
Kōki Tachi (舘 幸希?, Tachi Kōki; Suzuka, 14 dicembre 1997) è un calciatore giapponese, difensore dello Shonan Bellmare.

## Caratteristiche tecniche
È un difensore centrale.

## Carriera
Ha giocato nella prima divisione giapponese.